# Котонуська угода
Котонуська угода (Cotonou Agreement) регулює відносини між ЄС та країнами Африки та Карибського і Тихоокеанського басейнів (АКТ). Котонуська угода – новий етап у співпраці з країнами АКТ, початок якій поклала 1964 року Яундеська конвенція і продовжили чотири Ломеські конвенції.
Котонуську угоду про співпрацю між ЄС та країнами АКТ підписали 23 червня 2000 року в столиці Беніну місті Котону. Головними цілями співробітництва є зменшення бідності, інтеграція країн АКТ до світової економіки та стійкий розвиток. Найважливішим нововведенням Котонуської угоди в порівнянні з попередніми договорами про партнерство стало поширення співпраці на політичну сферу та принцип взаємності зобов’язань. Надання допомоги з боку ЄС обумовлюється певними політичними вимогами до країн-партнерів щодо дотримання миру, поваги до прав людини, належного урядування тощо.